# Academia de Tauromaquia de California
La Academia de tauromaquia de California (inglés: California Academy of Tauromaquia) es una escuela de tauromaquia destinada a la formación de toreros aficionados. Sigue las normas de toreo español y se encuentra ubicada en la ciudad de San Diego (California). Fue fundada en 1996 por Coleman Cooney fue la primera escuela de este tipo en los Estados Unidos de América.

## Trayectoria
Coleman Cooney fundó la escuela de tauromaquia tras vivir diez años en España, donde se aficionó a las corridas de toros y aprendió a torear. De dicha afición surgió la idea de crear una academia taurina en Estados Unidos. A través de la escuela americana diferentes alumnos han aprendido el toreo de salón: Daniel VIlches, Jerry Roach expropietario del club punk Cuckoo´s Nest (Costa Mesa) fue alumno en el año 2001; Aleco Bravo hijo del torero mexicano Jaime Bravo fallecido en 1970 o Mark Finguerra, guionista neoyorquino
Tras un periodo de aprendizaje de toreo de salón, en el que los alumnos aprenden el manejo de los engaños –muleta y capote–, estos acceden a clases prácticas con diferentes tipos de reses en el rancho el Valle las Palmas de las Palmas (Baja California, México) donde  los nuevos toreros finalizan su formación dadas las limitaciones que las corridas de toros tienen en Estados Unidos.
El 21 de junio de 2003 a iniciativa de la escuela californiana se organizó un festival taurino celebrado en la plaza de toros la Ancianita de Béjar (Salamanca) En el mismo participaron: el torero ecuatoriano Santiago Vidal Smith, el profesor  de la escuela y torero mexicano Santiago Gónzalez  y  los miembros de la misma Coleman Cooney, David Rank y Alex Lemay y el aficionado Patricio Montúfar Taco. Se lidiaron siete reales de la ganadería de Hernando Aboín Hermanos. En el año 2006 ciento setenta y cinco alumnos se formaron en la academia.